# Vineyard (Utah)
Vineyard – miasto w Stanach Zjednoczonych, w stanie Utah, w hrabstwie Utah.